# غار ایازونی
غار ایازونی (گرجی: იაზონის მღვიმე) یک غار در گرجستان است که در کوتائیسی واقع شده است.